# Vanilla Air
Vanilla Air (japanisch バニラ・エア株式会社, Banira Ea Kabushiki-gaisha), ursprünglich AirAsia Japan, war eine japanische Billigfluggesellschaft mit Sitz in Narita und Basis auf dem Flughafen Tokio-Narita. Sie war ein Tochterunternehmen der ANA Holdings und Mitglied der Luftfahrtallianz Value Alliance. Zum 26. Oktober 2019 wurde der Flugbetrieb eingestellt.

## Geschichte
Vanilla Air entstand am 1. November 2013 aus der Umbenennung der AirAsia Japan, nachdem AirAsia sich aus dem gemeinsamen Joint Venture mit ANA Holdings, dem Mutterunternehmen der All Nippon Airways, zurückgezogen und letztere alle Geschäftsanteile übernommen hatte. Der reguläre Flugbetrieb startete am 20. Dezember 2013.
Im März 2018 gab ANA bekannt, Vanilla Air und die in Osaka ansässige weitere ANA-Tochtergesellschaft Peach Aviation bis April 2020 fusionieren zu wollen, wobei die Marke „Vanilla Air“ verschwinden werde. Dies geschehe u. a., um sich effektiver und einheitlicher im asiatischen Billigflugmarkt positionieren zu können. In den folgenden Monaten wurden die Strecken der Vanilla Air nacheinander an Peach Aviation übergeben. Der Flugbetrieb der Vanilla Air wurde am 26. Oktober 2019 schließlich mit der Übergabe der letzten verbliebenen Strecke Tokio-Narita–Taiwan Taoyuan eingestellt. Die rechtliche Fusion erfolgte am 1. November 2019. 12 der 15 Airbus A320-200 übernahm nach der Einstellung des Flugbetriebs Peach Aviation, während die restlichen drei Flugzeuge an ANA gingen.

## Flugziele
Vanilla Air bediente von ihrer Basis auf dem Flughafen Tokio-Narita nationale Ziele sowie Städte in Ostasien.

## Flotte
Mit Stand Oktober 2019 bestand die Flotte der Vanilla Air aus acht Flugzeugen mit einem Durchschnittsalter von 4,6 Jahren:
| Flugzeugtyp     | Anzahl | bestellt | Anmerkungen                | Sitzplätze |
| --------------- | ------ | -------- | -------------------------- | ---------- |
| Airbus A320-200 | 15     | –        | mit Sharklets ausgestattet | 180        |